# Haselhorst (stacja metra)
Haselhorst – stacja metra w Berlinie na linii U7, w dzielnicy Haselhorst, w okręgu administracyjnym Spandau. Stacja została otwarta w 1984.

## Historia
Stacja została nazwana na cześć wioski, obecnie dzielnicy Berlina Haselhorst. Projekt stacji przygotował Rainer G. Rümmler. Ma jedną platformę przedzieloną rzędem podpór. Na posadzce wykonano nietypowy wzór. Została otwarta w 1984 roku.